# Annonce légale
Pour les articles homonymes, voir Annonce.
Une annonce légale est une formalité française, qui consiste à faire publier une annonce dans un des journaux agréés pour rendre publiques toutes les informations qu'une personne physique ou morale a l'obligation d'annoncer, conformément aux lois et décrets en vigueur, notamment lors de la création d'une entreprise, de la modification d'une entreprise, ou de la cessation d'activité.
L'annonce doit être publiée dans un journal d'annonces légales, journal qui a reçu une habilitation par arrêté préfectoral du département du lieu du siège de la société. C'est le Ministère de la Culture et de la Communication qui fixe annuellement le prix à la ligne des annonces légales. Le tarif à la ligne varie selon les départements. 

## Liste des journaux habilités par département
Les journaux habilités à la publicité légale sont les journaux autorisés à publier des annonces légales dans un ou plusieurs départements. Une annonce légale doit être publiée dans un journal habilité à publier dans le département du siège social de l' entreprise. Il existe environ 600 journaux habilités en France. 
Les tarifs des journaux sont fixés selon l'arrêté du 21 décembre 2012 relatif au tarif annuel et aux modalités de publication des annonces judiciaires et légale.

## Consultation des annonces légales en ligne
À la suite du décret no 2012-1547 du 28 décembre 2012 relatif à l'insertion des annonces légales portant sur les sociétés et fonds de commerce dans une base de données numérique centrale, une plateforme numérique nationale (Actulegales.fr) rassemblant l’intégralité des annonces légales paraissant dans les journaux habilités a été créée par l’Association de la Presse pour la Transparence Economique (A.P.T.E.).